# El gran robo (película de 1968)
El gran robo es una película coproducción de Argentina e Italia filmada en colores dirigida por Rossano Brazzi sobre su propio guion escrito en colaboración con Sandro Continenza y Marcello Coscia que se estrenó en Argentina el 17 de octubre de 1968 y que tuvo como protagonistas a Rossano Brazzi, Ann-Margret, Lando Buzzanca y Barbara Nichols. 
Fernando Siro colaboró en la asesoría de doblaje. Para el papel principal primero se pensó en David Niven. El escenógrafo Vanarelli reconstruyó sectores del Teatro Colón. La película también fue exhibida como Il Rubbamento y 7 uomini e un cervello.

## Sinopsis
Una superbanda y su plan para robar a todos los asistentes a una función del Teatro Colón.

## Reparto
- Rossano Brazzi … Víctor Simpson
- Ann-Margret … Leticia
- Lando Buzzanca … Esteban de Flori
- Barbara Nichols … Bárbara
- Hélène Chanel … Georgette
- Osvaldo Pacheco … José
- Rafael Carret … Antonio
- Javier Portales … Gregorio
- Nathán Pinzón … Carducci
- Augusto Codecá … Integrante de la banda
- Ginamaría Hidalgo … Ana Veronesi
- Alberto Dalbes … Dr. Schwartz
- Ricardo Castro Ríos … Integrante de la banda
- Juan Carlos Lamas … Integrante de la banda
- Alfonso Senatore … Maestro
- Roger Smith … Jugador en casino
- Ignacio de Soroa … Locutor
- Zelmar Gueñol
- Carlos Lagrotta
- Mario Savino
- Jacques Arndt
- Carlos Nowik
- Idelma Carlo
- Ángel Pavlovsky
- Susana Giménez
- Mimma Biscardi
- Aldo Barbero … Doblaje de Rossano Brazzi
- Daniel Mendoza … Fotógrafo[1]

## Comentarios
La Razón dijo:

”Un robo ingenioso y una comedia más.”

La Prensa escribió:

”La película se inspira en Los desconocidos de siempre y sus varias secuelas, pero Brazzi no es Monicelli ni Gassman. El resultado es insoportable… los intérpretes… están muy por debajo de lo que pueden dar.”

Manrupe y Portela escriben:

”Una de las últimas superproducciones de los '60 con mucho dinero invertido y situaciones previsibles.”